# هوارد إتش بيل
هوارد إتش بيل (بالإنجليزية: Howard H. Bell)‏ هو مؤرخ أمريكي، ولد في 13 مارس 1913 في مورلاند في الولايات المتحدة، وتوفي في 14 يناير 2012.